# Hi-Teknology²: The Chip
Albums de Hi-Tek)
Hi-Teknology
(2001) Hi-Teknology3: Underground
(2007)
Singles
1. Where It Started At (NY)
Sortie : 27 octobre 2006

Hi-Teknology²: The Chip est le deuxième album studio de Hi-Tek, sorti le 17 octobre 2006.
Il existe deux versions de cet album : la première fut enregistrée à l'époque où Hi-Tek était encore sous contrat avec MCA mais n'a jamais été sortie ; la seconde fut publiée sur le label Babygrande Records. D'autre part, l'album a été amputé de trois pistes (How We Do It, Time Is Now et We Get Down) qui seront réinsérées sur une édition CD/DVD de l'album sur Best Buy.
Le producteur J Dilla, décédé depuis, fait une apparition sur le titre Music For Life.
Hi-Teknology²: The Chip s'est classé 2e au Top Independent Albums, 8e au Top R&B/Hip-Hop Albums et 38e au Billboard 200

## Liste des titres
| No  | Titre | Contient un (des) sample(s) de                                  | Durée |
| --- | --- | --------------------------------------------------------------- | ----- |
| 1.  | The Oracle Intro (Produit par Hi-Tek)                                                                                      | Bang, Bang de Nancy Sinatra                                     | 0:16  |
| 2.  | The Chip (Produit par Hi-Tek)                                                                                              |                                                                 | 1:41  |
| 3.  | Keep It Moving (featuring Dion, Kurupt et Q-Tip – Produit par Hi-Tek)                                                      |                                                                 | 4:01  |
| 4.  | Think I Got a Beat (featuring Lil' Tone – Produit par Tony « Lil Tone » Cottrell)                                          |                                                                 | 1:38  |
| 5.  | Can We Go Back (featuring Ayak et Talib Kweli – Produit par Firstman Productions)                                          | Brazilian Rhyme (Ponta De Areia Interlude) d'Earth, Wind & Fire | 3:24  |
| 6.  | Josephine (featuring Ghostface Killah, Pretty Ugly et The Willie Cottrell Band – Produit par The Willie Cottrell Band)     |                                                                 | 4:42  |
| 7.  | March (featuring Busta Rhymes – Produit par Hi-Tek et Daniel Jones)                                                        |                                                                 | 4:02  |
| 8.  | Where It Started At (NY) (featuring Dion, Jadakiss, Papoose, Raekwon et Talib Kweli – Produit par Hi-Tek)                  | (Where Do I Begin) Love Story d'Andy Williams                   | 4:45  |
| 9.  | 1-800-HOMICIDE (featuring Dion et Game – Produit par Eric « Lil' E » Coomes)                                               |                                                                 | 1:45  |
| 10. | Money Don't Make U Rich (featuring Strong Arm Steady, Krondon, Mitchy Slick, Phil Da Agony et Xzibit – Produit par Hi-Tek) | Sex Object de Kraftwerk                                         | 3:26  |
| 11. | Baby We Can Do It (featuring Haze & Nok – Produit par Young & Rich)                                                        |                                                                 | 3:37  |
| 12. | Let It Go (featuring Dion et Talib Kweli – Produit par Hi-Tek)                                                             |                                                                 | 3:55  |
| 13. | People Going Down (featuring The Willie Cottrell Band – Produit par The Willie Cottrell Band)                              |                                                                 | 2:50  |
| 14. | So Tired (featuring Bun B, Devin the Dude et Pretty Ugly – Produit par Hi-Tek)                                             | First Light de Camel                                            | 4:52  |
| 15. | Music For Life (featuring Busta Rhymes, Common, J Dilla, Marsha Ambrosius et Nas – Produit par Hi-Tek)                     | Air Born de Camel                                               | 6:48  |

| 16. | How We Do It (featuring Talib Kweli, Slim Thug et Snoop Dogg – Produit par Hi-Tek)     | 4:40 |
| 17. | Time is Now (Interprété par Reflection Eternal – Produit par Hi-Tek)                   | 2:11 |
| 18. | We Get Down (featuring Mos Def, Raphael Saadiq et Bootsy Collins – Produit par Hi-Tek) | 3:42 |